# Batrachylodes montanus
Batrachylodes montanus är en groddjursart som beskrevs av Brown och Parker 1970. Batrachylodes montanus ingår i släktet Batrachylodes och familjen Ceratobatrachidae. IUCN kategoriserar arten globalt som livskraftig. Inga underarter finns listade.